# Въоръжени сили на Литва
Литовските въоръжени сили (на литовски: Lietuvos ginkluotosios pajėgos) отговарят за отбраната на суверенитета и териториалната цялост на Република Литва.
Редовният личен състав включва 15 839 офицери, подофицери, войници, моряци и цивилни служители. Наборната военна служба е отменена със закон през септември 2008 г., но изострената обстановка в Европа около анексията на Крим от страна на Руската федерация и подкрепата ѝ за сепаратистките организации в Източна Украйна и засилената активност на етническите руснаци в балтийските републики довеждат до възстановяването ѝ през 2015 г.
Литва е възприела скандинавския модел на „Тотална отбрана“, разчитащ освен на наборна военна служба и на подготовка на всички сфери на обществото за отбрана. Организационно въоръжените сили включват сухопътни войски, военновъздушни сили и военноморски сили) и подразделения на централно подчинение (сили за специални операции, военна полиция и т.н.). До 2004 г. съществуват и Доброволни сили за национална отбрана (Krašto apsaugos savanorių pajėgos) като национална гвардия. Тогава те са включени в състава на сухопътните войски като резервен компонент.
Страната разполага и с военизирана гранична стража (Valstybės sienos apsaugos tarnyba). Тя е организирана като жандармерия (с военни звания, обучена като лека пехота, със своя собствена авиация и морски подразделения), в състав от около 4800 служители е и при обща военна мобилизация се преподчинява от Министерство на вътрешните работи на Министерството на националната отбрана. Освен граничната охрана основно на външната за шенгенското пространство граница с Русия и Беларус, граничната стража отговаря за администрирането на пребиваващите в страната чужди граждани, ВИП-охраната на висши държавни длъжностни лица и служители, правителствените комуникации и охраната на стратегически обекти като АЕЦ „Игналина“.

## Военна история

### Ранно средновековие
Литовците произхождат от етническата група на балтите – индоевропейски народи, считани за най-близки до славяните. Относителната им изолираност от западните и южните части на континента, където протичат интензивни процеси на културен и търговски обмен, политика и военни конфликти способстват дълго време балтийските племена да запазят своите езически вярвания. Когато към XII, XIII век характерните разпокъсаност и хронични локални военни конфликти на континента стават катализатор за формирането на сравнително стабилни и силни държави като Германия, Полша, Киевска Рус, покръстването на езичниците и спасяването на безсмъртните им души в името на Христа става претекст за военните походи за покоряването им, организирани от съседните на тези племена държави, но така също и от католически монашеско-рицарски ордени като тези на Ливонския и Ордена на мечоносците, загубили голяма част от влиянието си в Кръстоносните походи за отвоюване на Светите земи. По-голямата част от балтийските племена са покорени и асимилирани от кръстоносните ордени и стават предците на „балтийските германци“. Попадналите под властта на шведите угро-фински племена в района на Финския и Рижкия залив са преците на днешните естонци, а съпротивлявалите се най-дълго на германските рицари балтийски племена стават основата на етногенезиса на днешните литовци и латвийци. Литовците водят борбата против кръстоносната и руската инвазия в променлив успех. Като особено влиятелна се очертава владетелската династия на Гедимините.

### В съюз с Полша
Дълго време литовците запазват езическите си вярвания, но земите им стават обект на католически и православни мисионери, които заедно със своята религия стават проводник и на политически влияния. След като си дава сметка, че вече е невъзможно литовците да стоят настрана, изолирани от останалата част от континента, великият литовски княз Йогайла приема католицизма, жени се за 11-годишната полска кралица Ядвига през 1386 г. и поставя началото на полската Ягелонска династия (наименованието произлиза от собственото му име), както и на обвързването на Полша и Литва. Обединяването на двете държави е поставено на формална основа век и половина по-късно с Люблинската уния от 1569 г. Полша и Литва са обединени в персонална уния, по силата на която полският крал е и велик литовски княз. Формално Литва към момента е една от най-големите държави в Европа, покривайки територии от Балтийско до Черно море, но това е по-скоро резултат от стечение на обстоятелствата. В политическия вакуум, настъпил в Източна Европа с монголското нашествие, разгрома на Киевска Рус и покоряването на множество руски княжества от монголците, много местни водачи приемат номиналния сюзеренитет на литовските велики князе. Тя няма човешките и финансови ресурси да запази и развие властта си. По тази причина водеща в съюза става Полша. Двете части на общата държава Жечпосполита запазват свои собствени аристокрации (макар те да се сродяват и на практика сливат в една), владетелски дворове, правителства, сеймове и армии. Коронната (полската) и литовската войски са предвождани от велик и полеви хетман всяка.
Подобно на друга дуалистична държава, възникнала в Европа по-късно – Австро-Унгария, отношенията между поляците и литовците също не са хармонични и безпроблемни, освен всички други причини и поради напредването на калвинизма в литовските земи, покровителстван от едни от най-могъщите литовски аристократични фамилии като Радзвил например. Но двете държави запазват съюза помежду си и фактически преживяват заедно дълъг период на политически, икономически и военен упадък, завършил със заличаването на Жечпосполита от политическата карта на Европа през 1795 г. в резултат на дележите на Жечпосполита.

### В границите на Руската империя
Територията на днешна Литва попада в рамките на Руската империя (с малки изключения към Прусия). Усилията на поляците за културна асимилация на литовците („полонизация“) са заменени с подобни усилия от страна на руснаците („русификация“). Тъй като в културно и религиозно отношение руснаците и литовците са доста различни първоначално Петербург проявява политика на търпимост и дори поощрение на литовските особености и традиции. Но литовците се включват активно в организираните от поляците Ноемврийско въстание от 1830 – 31 г. и Януарско въстание от 1863 – 64 г. и след потушаванията им следват репресии.
По времето, когато литовските земи са част от Руската империя, те са гранична зона с Източна Прусия, влизаща в състава на Германската империя. Това налага разполагането на силен гарнизон на нейна територия и Каунаската крепост е най-голямото фортификационно съоръжение на територията на цялата Руска империя. По време на Първата световна война литовските земи са част от Русия. През 1914 г. военните действия на Източния фронт протичат на територията на Полша и Галиция. През 1915 г. обаче руските позиции са пробити от генерал Макензен в Галиция по време на Горлицко-тарновската операция (започнала на 1 май) и царската армия отстъпва дълбоко в своята територия от юни до септември. На 19 септември германските войски навлизат в изоставения от руските части Вилнюс. Окупираните руски територии са включени в административното формирование Окръг на главнокомандващия в Изтока (на немски: Gebiet des Oberbefehlshabers Ost, съкратено Ober-Ost), заедно с латвийски, полски и беларуски области. С оглед на хаоса, в който изпада Русия под властта на Временното правителство и все по-ясно очертаващия се разгром, към койгто върви Германската империя, видни литовски лидери се събират между 18 и 22 септември 1917 г. на Вилнюската конференция (Vilniaus konferencija), за да решат бъдещето на родината си. От самото начало посоката, в която тръгват обсъжданията, литовска държава, формирана на демократични принципи и на литовското културно-етническо самосъзнание, отделна от Русия, Германия и Полша. В края на конференцията съставът ѝ избира двадесетчленен Литовски съвет (Lietuvos Taryba), изпълнителен орган, който да работи за изпълнението на приетата програма, за преговори с германците, руснаците и страните от Антантата и за организирането на избори за Учредително събрание. Още на първото заседание Съветът избира за свой председател Антанас Сметона, лидер, който ще стане главното действащо лице в политическия живот на страната до анексирането ѝ от Съветския съюз.

### Независима Литва
На 16 февруари 1918 г. Литовският съвет излиза с прокламацията на независима литовска държава. По силата на подписания на 3 март 1918 г. Брест-Литовски мирен договор между Централните сили и Руска съветска федеративна социалистическа република Съветска Русия като наследник на Руската империя се отказва от всякакви претенции върху естонските, латвийските и литовските земи, които влизат в германската сфера на интереси. На 23 март Германската империя признава формално Литва като независима държава, но все още окупирала литовските земи, тя възпрепятства формирането на държавни органи, нястоявайки новата държава да бъде монархия, начело с представител на пруската династия на Хоенцолерните, за предпочитане самият кайзер, обвързвайки евентуално Литовско кралство в персонална уния с Германската империя. В знак на компромис Съветът отправя на 4 юни покана към княз Вилхелм фон Урах, граф на Вюртемберг, II. херцог на Урах (Fürst Wilhelm von Urach, Graf von Württemberg, 2. Herzog von Urach) и след като приема е коронясан за Крал на Литва на 11 юли 1918 г. под името Миндаугас II., без да присъства. С оглед на неминуемия разгром на Германия във Войната, на 2 ноември Съветът отменя своето решение и приема временна конституция. На 11 ноември 1918 г. Германската империя подписва Компиенското примирие, слагащо де-факто края на военните действия по време на Първата световна война. По силата на примирието германската армия трябва да се изтегли от окупираните земи. Използвайки това като основание за реванш за Брест-Литовския мирен договор, Съветска Русия започва бойни действия с цел да си възвърне отстъпените по силата на договора зеи на Руската империя.
Първият акт за формирането на литовска армия е указ на Привременния съвет, издаден на 23 ноември 1918 г. Тъй като руската армия не формира национални подразделения, литовците трябва да изградят своите въоръжени сили от нулата, в условията на световна война, продоволствена криза и остър недостиг на въоръжение, боеприпаси и оборудване, не на последно място и липса на подготвени кадри. На 20 декември членовете на Съвета Антанас Сметона и Аугустинас Волдемарас заминават на посещение в Германия в опит да получат съдействие. То пристига първоначално в края на годината под формата на 100 милиона златни марки военни репарации. Уговорено е поетапното изтегляне на германската армия от литовските земи, както и организационното изграждане от германски офицери на литовската войска. Заминаването на двамата най-изтъкнати литовски политически лидери предизвиква управленска криза с формиране на ново правителство, което в началото на 1919 г. отправя прокламация към литовците да се присъединят към формиращата се войска в защита на възроденото им отечество. Обявени са и привилегии за откликналите, като получаване на земя. На до края на януари 1919 г. първите 400 германски доброволци пристигат в Литва и са базирани в Алитус, Йонава, Кедайнией и Каунас, поставяйки началот на 46-а Саксонска доброволна дивизия. На 5 март започва мобилизация на литовските мъже, родени между 1897 и 1899 г. и в края на лятото литовската войска наброява 8000 души.

#### Войни за независимост
Литовската държава води няколко военни конфликта още преди да е формално международно призната. В края на 1918 г. болшевиките нахлуват на литовска територия, за да изнесат своята Световна социалистическа революция. На 8 декември във Вилнюс е образувано Привременно революционно правителство от членове на литовските комунисти с председател Винцас Мицкевичюс-Капсукас. Литовският съвет на свой ред декларира контрола си над града, както и комитет н аполското население и така и трите враждуващи фракции на практика съществуват по едно и също време, без да предприемат актове на насилие помежду си, тъй като германските войски, макар и изгубили Първата световна война не се изтеглят от Литва преди 31 декември 1918 г., както е уговорено по клаузите на примирието. Противно на настояванията на временното литовско правителство германската армия предава управлението на Вилнюс на комитет от местното полско население на 1 януари 1919 г., но набързо организираните полски милиции се доказват напълно неподготвени за отбраната на града и го губят на 5 януари от настъпващата Червена армия, която в кратък срок овладява 2/3 от литовските земи и продължава настъплението си към Полша. На 1 януари в Шяуляй местни литовски комунисти организират Самогитски полк с численост от около 1000 души и завземат властта в града. На 5 януари Червената армия овладява Вилнюс и продължава настъплението си на запад. Пред болшевиките се изправят набърно организирани литовски и полски милиции (нна генерал Владислав Вейтко) от редовете на местното население, но те успяват само малко да забавят тяхното настъпление. На 15 януари Червената армия се съединява със Самогитския полк в Шяуляй. На 18 януари болшевиките подписват примирие с предимно германско населения Каунас и го заобикаля.
Балтийските германци, организирани в Балтийския ландвер (предшественик на Freikorps опълченията, изправили се впоследствие в самата германия срещу напредването на германските комунисти) под командването на генерал Рюдигер фон дер Голц заема позиции по линията Хродна – Кайшядорис – Каунас и оказва подкрепа на литовските войски на генерал Йонас Варякоис срещу болшевишкото настапление по направлението на Кедайниай. На 8 февруари литовската войска дава първата си бойна загуба – Повилас Ликшис. На 10 февруари литовско-германските сили обръщат Червената армия в отстъпление. Отпорът им срива морала на червените сили и много от бойците им започват да дезертират. В края на февруари литовския комунистически Самогитски полк е разбит от германците с активната подкрепа на литовската войска. На същия ден е провъзгласена Литовско-беларуската съветска социалистическа република. В края на март след поредица от претърпени поражения с тежки загуби червеноармейците в Паневежис и Купишкис се вдигат на бунт срещу своите ръководители и от Латвия спешно е прехвърлена дивизия, която да потуши. Но тези събития предизвикват загубата на Паневежис за червените. Литовските войскови части влизат в града на 26 март, но го губят на свой ред на 4 април. През април литовските сили предприемат генерално настъпление през Жанслиай и Виевис по посока на столицата Вилнюс, но то е спряно на 8 април. Полската армия, на свой ред действаща самостоятелно го превзема на 19-и и отхвърля левия фланг на Червената армия отвъд река Нерис. Загубата на оперативната инициатива от страна на болшевиките позволява на литовските войски да прехвърлят подразделения в североизточната част на страната и на 3 май литовският Отделен паневежки доброволчески полк заедно с 18-и Полк на саксонските (германски) доброволци овладяват редица населени места. В края на месеца литовските сили са кардинално реорганизирани и с увеличен състав посредством мобилизацията, подготвени за генерално сражение с червеноармейците. Новоназначеният Началник-щаб генерал Силвестрас Жукаускас разработва план за концентрация на литовските сили в две основни зони. Група Вилкмерге е организирана в района на Укмерге – Утена – Зарасай, а Група Паневежис е организирана в района на Кедайниай – Паневежис – Рокишкис, всяка с бригадна структура. На 17 май оперативните планове са приложени в действие и са превзети градовете Куркляй, Аникшчияй, Скиемонис и Аланта. На 2 юни е превзет Утена. На 19 май Група Паневежис превзема Паневежис и Рагува. Двете групи продължават общото настъпление. Германските части воюват в Литва до 31 май 1919 г. На 10 юни литовските войски се съединяват с латвийските партизани (Зелена гвардия), настъпила на латвийска територия срещу болшевиките и ги снабдяват с амуниции. На 12 юли 1920 г. е подписан мирен договор между литовското правителство и РСФСР, която признава независимостта на Литва и претенциите ѝ по отношение на Вилнюския регион. Полша отказва да приеме това решение и на свой ред поддържа претенциите си за града и околността. Макар Литва да подписва мирен договор с Болшевишка Русия, литовските комунисти все още са много силни и РСФСР продължава неофициално да им оказва подкрепа. Победата на Полша над Червената армия е факторът, спасил Литва от попадането под съветска власт.
През юли 1919 г. от Латвия на литовска територия нахлуват организираните от германците руски сили на Павел Бермонд-Авалов. Те включват основно руски военнопленници, освободени и въоръжени от германците при условие, че се сражават в болшевиките, но също така и балтийски германци от Свободния корпус (Freikorps), организиран след разгрома на Германия в ПСВ. Официално силите са организирани, за да подпомогнат борбата на барон Колчак, но в действителност идеята е да запазят контрол върху земите, придобити от Германия в хода на войната, заобикаляйки условията на примирието. Първоначално действат основно в Латвия, но през юни 1919 г. преминават на литовска територия и превземат градчето Куршенай от болшевиките. Към момента самите литовци са ангажирани в боеве с болшевиките и могат само да отправят официален дипломатически протест до латвийското правителство. До началото на октомври значителна част на Самогития (Западна Литва) е под контрола на бермонтските сили., включително главните градове на областта Шяуляй, Биржай и Радвилишкис. След установяването на контрола си обаче те въвеждат открита великоруска политика, руският език става официален за властта, рекетират и ограбват населението, което се вижда принудено да организира отпор с набързо събрани милиции. Литовските войски влизат в сражение с частите на Бермонт и на 21 и 22 октомври им нанасят поражение край Радвилишкис, пленявайки големи количества оръжие, включително 30 самолета и 10 оръдия. Френският генерал Анри Нисел, официален представител на Антантата се намесва, тъй като и двете воюващи страни действат с неин мандат. Той съблюдава оттеглянето на германците от окупираните земи. Литовската войска следва непосредствено бермонтските сили без да влиза в бой с тях, за да се увери, че не отдават на плячкосване при отстъплението си. На 15 декември и последните техни войници напускат литовската територия.
По едно и също време болшевиките воюват с всички свои нововъзникнали западни съседи. Полско-съветската и Литовско-съветската война текат паралелно. На 21 април 1919 г., в резултат на своето контранастъпление поляците овладяват Вилнюс от червеноармейците и това предизвиква остър полско-литовски конфликт. От една страна полският лидер Юзеф Пилсудски разчита на съюз с литовците, възстановявайки Полско-литовската Жечпосполита. От друга литовските градове и особено Вилнюс са дом на значително население от етнически поляци и Полша предявява претенции върху тях. Така от два отделни военни конфликта (на поляците и на литовците против съветската власт) се преминава в един общ сложен конфликт на всеки срещу всеки. Литовското Учредително събрание е избрано през април 1920 г., свикано на сесия през май и изготвя конституция. Всичко това става в условията на военен конфликт както с болшевиките, така и с поляците. Първоначално литовското временно правителство си сътрудничи с поляците срещу болшевиките, но впоследствие обявява неутралитет по оношение на конфликта и на 26 април литовски части открито влизат в бой с поляците. Започват преговори в Каунас за нормализиране на отношенията, но те се оказват неуспешни, а литовците разчитат на помощта на Антантата за подчинение на Полша. На 18 юни Антантата прокарва разделителна линия между поляците и литовците, но никоя от двете страни не е доволна от нея. На 18 юли е прокарана нова линия, но нито поляците, нито литовците са съгласни и с нея. Според всяка от двете Вилнюс остава в рамките на Полша. Освен успешни военни действия на поляците срещу литовците, Полската военна организация (Polska Organizacja Wojskowa) подготвя и опит за преврат срещу литовското правителство (временно преместило се в Каунас поради полската окупация на Вилнюс). До края на август 1919 г. литовската войска, водена от генерал Силвестрас Жукаускас изтласква Червената армия от литовските земи и това ѝ дава възможност за по-активни действия срещу руските белогвардейци, нахлули от Латвия. Те ангажират действията на литовската армия до края на 1919 г.
През юни 1920 г. Червената армия превзема Вилнюс, но при отстъплението си след загубата на Битката край Висла (генералното сражение на Полско-съветската война край Варшава) тя предава града обратно на литовците според мирния договор от 12 юли. На 14 юли Червената армия превзема Вилнюс за втори път от поляците и го предава на Литва на 26 август, след като е сключила мирен договор с нея два дни по-рано, в който признава претенциите ѝ за Вилнюс. Тъй като съветско-литовският мирен договор и литовската скрита подкрепа за Червената армия (пропуска я през територията си) изостря максимално полско-литовските отношения, за да се намали напрежението и да се избегне подновяване на полско-литовската война, е подписано Споразумението от Сувалки на 7 октомври 1920 г. Според него Сувалският регион остава полски, а Вилнюският регион – литовски. То така и не влиза в сила, защото Юзеф Пилсудски оркестрира „бунт“ на полски войскови части под командването на генерал Луцян Желиговски, които на следващия ден окупират Вилнюс „по собствена инициатива“ (след години полският лидер Юзеф Пилсудски признава, че са действали по негови заповеди). Отпорът на литовците е слаб и впоследствие организирана тяхна контраатака е спряна от военната комисия на Обществото на народите (ОН), за да бъде проведен международен арбитраж. С Вилнюс под полски контрол правителството на Литва се премества в Каунас като временна столица. „Бунтовните“ полски войски основават „Република Централна Литва“ на 12 октомври 1920 г. През 1922 г. е проведен референдум, бойкотиран от повечето етнически групи. Така с гласовете основно на литовските поляци тя е включена в състава на Полша на 24 март 1922 г. Столицата на Литва според Конституцията ѝ продължава да е Вилнюс, но стауквото с града и околността под полски контрол е признато от Обществото на народите (Вилно и Виленското войводство на Полската република). Двете държави са открито враждебни по въпроса и едва полски ултиматум през 1938 г. пред лицето на съветската заплаха принуждава Литва да установи дипломатически отношения с Варшава, признавайки контрола ѝ върху литовските територии.

#### Държавно утвърждаване и диктатура
Правителствата на Антантата (основно Великобритания, Франция и САЩ) се стремят да бъдат арбитър във възникналите конфликти в региона (между Полша и Чехословакия, между Полша и Литва...) но същевременно разчитат Полша като най-голяма страна да бъде основен възпиращ фактор пред съветската експанзия (особено след като РСФСР разгромява и анексира независимата украинска държава). Така на практика, изправена пред кухи дипломатически протестни ноти Полша получава „карт бланш“ за действията си, а и етническите поляци са неоспоримо мнозинство във Вилнюс и спорно в околността. Литовците отправят и нереални претенции за Сувалки и неговата околност, където живее компактна маса от литовци, но тя е малцинство. Полша е фаворитът на Антантата, а Литва дори официално не е призната като независима държава (първа това прави Съветска Русия с мирния договор от юли 1920 г.). Силите от Антантата разчитат да възстановят Русия от хватката на левите радикали на възможно най-голяма територия от земите на империята (с някои обективни изключения като Финландия и полските земи) и така, за да не се антагоизират с Полша и белогвардейците, поставят в дипломатическа изолация временните литовски власти. Държавите от Антантата ги признават едва през 1922 г. В началото на 1923 г. се развиват подобни събития, но организирани от литовците в населената предимно с германци Мемелска област около Клайпеда. От 10 до 15 януари протича Клайпедският бунт. Възползвайки се от Рурската криза (окупацията на Рурската област от френски и белгийски войски) Литва присъединява Мемелската област през май 1924 г. По-късно в края на 30-те години Адолф Хитлер ще окаже силен дипломачески натиск със заплаха за военна интервенция и ще принуди Литва да върне Мемелска област обратно в границите на германска Източна Прусия.
През декември 1926 г. е проведен военен преврат в Литва, подкрепен от консервативните десни политически сили и християн-демократите. Антанас Сметона става неотменен авторитарен лидер („Ерата Сметона“) чак до анексирането на Литва от Съветския съюз през юни 1940 г. През март 1938 г. в разгара на европейската дипломатическа криза около Аншлуса (анексирането на Австрия в рамките на Третия райх в остро нарушение на Версайския мирен договор) Полша притиска Литва да установи дипломатически отношения с нея (в знак на протест срещу анексирането на Вилнюската област от Полша Литва отказва всякакви контакти), заплашвайки я в случай на неподчинение с военна интервенция. Попаднала отново в дипломатическа изолация Литва се съгласява, а впоследствие става ясно, че германските войски в Източна Прусия са били поставени в бойна готовност в случай на полско-литовски конфликт да окупират не само Мемелска област, но и голяма част от литовската територия. Нацистката партия на литовските германци печели местните избори в Клайпеда в началото на 1939 г. и това подава сигнал към Берлин, който само пет дни след нахлуването си в Чехословакия отправя ултиматум към Литва на 20 март за безусловното предаване на Клайпедска (или както я наричат германците Мемелска) област на Третия райх. Литовското правителство, изправено без подкрепа пред смазващата германска военна мощ отново е принудено да отстъпи. Йоахим фон Рибентроп и Вячеслав Молотов се договораят за сфери на германско и съветско влияние в Европа и трите прибалтийски републики попадат в съветското пространство.
До включването на Литва в състава на Съветския съюз Литовската войска включва:
- Министерство на отбраната, включващо Генерален щаб
  - Сухопътни войски
    - 3 пехотни дивизии с
      - 9 пехотни, 3 кавалерийски (както конница, така и малобройни танкови подразделения) и 4 артилерийски полка, 5 моторизирани зенитни роти, инженерни и тилови подразделения

  - Военна авиация с
    - Изтребителна, Бомбардировъчна, Разузнавателна и Учебна авиогрупи, инженерни и тилови подразделения

  - Военноморска служба с
    - патрулния кораб „Президент Сметона“ и тилови подразделения

В резултат на германско-съветския пакт и разделянето на Източна Европа на сфери на влияние, Съветският съюз оказва силен натиск върху прибалтийските републики и пред проявената германско-съветска агресия, смазала Полша, те се поддават. На 10 октомври 1939 г. е подписан литовско-съветски Договор за взаимопомощ и предава на Литва Вилнюска област в замяна на разквартируването на 20 000 съветски военни на литовска територия. Ясен показател за смесените чувства на литовците става изразът „Вилнюс е наш, Литва – руска.“ („Vilnius – mūsų, Lietuva – rusų“). Финландия не се поддава на този натиск и това предизвиква Зимната война. Когато тя приключва през пролетта на 1940 г. съветското правителство започва нова политическа атака срещу прибалтийските републики с настояването властта във Вилнюс, Рига и Талин да бъде предадена на местните комунисти и отпадане на договорените ограничения за числеността на съветските военни контингенти на тяхна територия. Безпомощна да се противопостави, Литва приема условията. Президентът Сметона бяга в чужбина и незабавно 150 000 съветски военни нахлуват в страната.

### В състава на СССР
Контролираният от комунистите Народен сейм (парламентът) решава на 21 юли Литва да се присъедини към СССР като Литовска съветска социалистическа република. На 3 август 1940 г. Върховният съвет на СССР ратифицира молбата и така Литва става част от Съветския съюз. Непосредтсвено преди нахлуването на Вермахта започва пълномащабна кампания за съветизацията на Литва – голяма част от интелигенцията и на практика всички по-заможни селяни и градската буржоазия са обявени за кулаци и врагове на народа и много от тях са интернирани от органите на съветската НКВД.
В ранните часове на 22 юни 1941 г. започва „Операция Барбароса“, нахлуването на хитлеристкия Трети райх в Съветския съюз. От самото начало бойните действия се водят в непосредствена близост до литовските земи – генералното сражение край Сувалки, обсадата на Брестката крепост... Литва е овладяна от германските войски в рамките на седмица. Съветските части отстъпват, като в хода на изтеглянето специалните органи избиват между 1000 и 1500 литовци без съд и присъда. Германците са посрещнати като освободители от литовското население, загубило своята политическа независимост само преди година. Още повече, че съветските репресии срещу населението предизвикват възникването на антисъветско литовско партизанско движение и избухването на Юнското въстание от 1941 г. (22 до 29 юни). Въстанието е потушено със смазващото числено превъзходство, но то дава на съветските власти да разберат, че населението е крайно негативно настроено относно включването на Литва в състава на СССР и до голяма степен мотивира бързото им изтегляне от територията на страната. Литовският активистки фронт (Lietuvos Aktyvistų Frontas), организирал въстанието се опитва да влезе в официални преговори с германските окупационни власти, но те не довеждат до положителен резултат, тъй като германците отказват да признаят независима литовска държава. Фронтът счита Третия райх за окупатор също както Съветския съюз. Организацията е обявена за престъпна, а водачите ѝ хвърлени в концентрационни лагери. По-късно, след като Литва отново е окупирана от Съветската армия, той се трансформира в Съюз на литовските борци за свобода (Lietuvos laisvės kovos sąjūdis, чиито членове са по-добре познати като „литовските горски братя“) и води антисъветска партизанска война със затихваща сила до средата на 50-те години. Литовските земи са включени в германската окупационна зона Имперски комисариат Източна земя (или Остланд, Reichskommissariat Ostland (RKO), подобно на името на германската окупационна зона от Първата световна война). Той включва Естония, Латвия, Литва и Беларус.
Oт една страна литовците в огромното си мнозинство ненавиждат съветската власт, от друга твърдата германска политика бързо ги отблъсква и те предприемат пасивна съпротива на германската окупация, постепенно прераснала в организирана борба с нея (през 1943 г. е създаден Върховният комитет за освобождението на Литва, Vyriausiasis Lietuvos išlaisvinimo komitetas, борещ се както със съветските, така и с хитлеристките власти). Комунистическите партизани, действащи на територията на Литва срещу Вермахта и СС са основно руснаци, беларуси и евреи. Литовските партизани се борят както против германците, така и против комунистическите партизани и извършват нападения срещу полското население на Литва. Съветската власт над Литва е възстановена през лятото на 1944 г., а Върховният комитет бяга в емиграция. Той се опитва да убеди западните съюзници да не признават съветския контрол над страната, но тъй като са обвързани с СССР, САЩ и Великобритания не желаят да изострят отношенията си със Съюза.
След края на Втората световна война територията на Литовската ССР влиза в състава на Прибалтийския военен окръг, формиран на 9 юни 1945 г. на базата на щаба на 1-ви Прибалтийски фронт на Съветската армия. Към 1990 г. на литовска територия са разположени съединения както на централно окръжно подчинение, така и:
- Прибалтийски военен окръг:
  - 14-а Общовойскова армия (с щаб в Каунас, Литовска ССР)
    - 107-а Мотострелкова дивизия (с щаб в Йонава край Вилнюс, Литовска ССР)

  - 15-а Въздушна армия (с щаб в Рига, Латвийска ССР)
    - 39-а Изтребително-бомбардировъчна авиодивизия (с щаб в Лиелварде, Латвийска ССР)
      - 53-ти Гвардейский авиополк изтребител-бомбардировачи (Шяуляй, Литовска ССР) (МиГ-27/ 23УБ)
- Военновъздушни сили на СССР
  - Военнотранспортна авиация
    - 18-а Гвардейска военно-транспортна авиодивизия (щаб в Шяуляй, Литовска ССР)
      - 128-и Гвардейски военно-транспортен авиационен полк (г. Паневежис, Литовска ССР) (Ил-76М)
      - 600-тен Военно-транспортен авиационен полк (Кедяйняй, Литовска ССР) (Ил-76)
- Войски за ПВО на страната
  - 6-а Отделна армия за ПВО (щаб в Талин, Естонска ССР)
- Ракетни войски със стратегическо назначение
  - 50-а ракетна армия
    - 58-а ракетна Мелитополска Червенознаменна дивизия, носител на орден „Суворов“ (щаб в Каунас, Литовска ССР)
- Военноморски флот на СССР
  - Червенознаменен балтийски флот (щаб в Ленинград, РСФСР)
    - 3-та Гвардейска мотострелкова дивизия за брегова отбрана, подчинена на Червенознаменния балтийски флот (щаб в Клайпеда, Литовска ССР)
- Въздушно-десантни войски на СССР
  - 7-а Гвардейска въздушно-десантна дивизия (Каунас Литовска ССР)
  - 44-та Гвардейска учебна въздушно-десантна дивизия (Гайжюнай, Литовска ССР)

След като новосъздадената опозиционна партия Движение за реформа на Литва (Lietuvos Persitvarkymo Sąjūdis), ръководена от Витаутас Ландсбергис печели изборите в началото на 1990 г., Върховният съвет на Литовската съветска социалистическа република излиза с прокламация за възстановяването на Литовската държава на 11 март. Така Литва първа от всички съветски републики заявява совето отделяне от Съветския съюз. Висшето съветско ръководство настоява декларацията да бъде отменена и предприема наказателни мерки срещу отцепилата се съветска република (първоначално икономически). Подразделения на Съветската армия са използвани за завземането на няколко сгради, но това направено по-скоро като политическо послание и Москва се въздържа от насилие поне до началото на 1991 г. Между 11 и 13 януари 1991 г. Москва предприема твърди мерки срещу бунтовната република, катализирани от протеста на граждани, подкрепящи оставането в рамките на Съветския съюз и обединени в движението „Единство“. От Русия в Литва са прехвърлени допълнителни части на Съветската армия и централния апарат на КГБ, включително елитната антитерористична група А. Подчинените на съветското правителство подразделения на армията, КГБ и МВД вземат под своя контрол държавни учреждения и военни и милиционерски казарми на подразделения, верни на сепаратиската власт във Вилнюс и други големи литовски градове. Най-емблематично става щурмуването на Вилнюската телевизионна кула. Действията на Михаил Горбачов спрямо литовското правителство, обявило отделянето си от СССР стават политическа арена и за вътрешнополитическите процеси в самата Русия и са осъдени от висши и районни съвети в Москва, Ленинград, Киев, Минск и други. От литовска страна загиват 15 души, ранени са 702. От съветска страна има една жертва (войник от КГБ) в резултат на приятелски огън. Действията на Москва и марионетния ѝ Комитет за национално спасение на Литовската ССР се оказват политически провал, както в Литва, така и в Съветския съюз, а и в международен план и до голяма степен предрешават изтеглянето на СССР от прибалтийските републики и тяхната независимост. На националния референдум относно съдбата на Литва, проведен на 9 февруари 1991 г. участие вземат 76% от имащите право на глас и от тях над 90% поддържат отделянето на Литва от СССР. Проваленият Августовски пуч от 1991 г., когато войскови подразделения, верни на превратаджиите, превземат няколко учреждения във Вилнюс е последният случай на военни действия на територията на Литва. Това само предизвиква широкото международно признаване на независимостта на Литва, литовското правителство обявява КПСС за незаконна организация и конфискува имуществото ѝ на територията на страната, а Литва официално е приета за член на ООН на 17 септември 1991 г.

## Структура
Граждански контрол върху въоръжените сили се осъществява от Министерството на националната отбрана, което е част от Правителството на Република Литва.
МИНИСТЕРСТВО НА НАЦИОНАЛНАТА ОТБРАНА НА РЕПУБЛИКА ЛИТВА (Lietuvos Respublikos krašto apsaugos ministerija)

Обединен щаб на Литовските въоръжени сили (Lietuvos kariuomenės Jungtinis štabas) (Вилнюс)
- Щабен батальон „Велик литовски княз Гедиминас“ (Lietuvos Didžiojo kunigaikščio Gedimino štabo batalionas) (Вилнюс)
- Военна полиция на Литовските въоръжени сили (Lietuvos kariuomenės Karo policija) (Вилнюс)
- Литовска военна академия „Генерал Йонас Жемайтис“ (Generolo Jono Žemaičio Lietuvos karo akademija) (Вилнюс)
- Военен ординат на Литовските въоръжени сили (Lietuvos kariuomenės Ordinariatas) (отделен епископат на Католическата църква) (Вилнюс)
- Литовски военен клуб (Lietuvos karininkų ramovė) (Вилнюс)
  - Офицерски клуб на Вилнюския гарнизон (Вилнюс)
  - Офицерски клуб на Каунаския гарнизон (Каунас)
  - Офицерски клуб Паланга (Palangos karininkų ramovė) (Паланга)
- Сухопътни войски на ЛВС (Lietuvos kariuomenės Sausumos pajėgos)
  - Щаб на сухопътните войски (Sausumos pajėgų štabas) (Вилнюс)
  - Механизирана пехотна бригада „Железен вълк“ (Mechanizuotoji pėstininkų brigada „Geležinis Vilkas“)
    - Командване и щаб (Štabas ir jo aprūpinimo padaliniai) (Рукла)
    - Механизиран пехотен батальон „Велик литовски княз Алгирдас“ (Lietuvos didžiojo kunigaikščio Algirdo mechanizuotasis pėstininkų batalionas) (Рукла)
    - Механизиран пехотен батальон „Литовски княз Вайдаутас“ (Kunigaikščio Vaidoto mechanizuotasis pėstininkų batalionas) (Рукла)
    - Артилерийски батальон „Генерал Ромуалдас Гедрайтис“ (Generolo Romualdo Giedraičio artilerijos batalionas) (Рукла)
    - Улански (механизиран) батальон „Велика литовска княгиня Бируте“ (Didžiosios kunigaikštienės Birutės ulonų batalionas) (Алитус)
    - Хусарски (лекопехотен) батальон „Крал Миндаугас“ (Karaliaus Mindaugo husarų batalionas) (Паневежис)
    - Логистичен батальон
    - Разузнавателна рота
    - Свързочна рота

  - Механизирана пехотна бригада „Жемайтия“ (Lietuvos kariuomenės Motorizuotoji pėstininkų brigada „Žemaitija“)
    - Командване и щаб (Štabas ir jo aprūpinimo padaliniai) (Клайпеда)
    - Драгунски (лекопехотен) батальон „Велик литовски княз Бутигейдис“ (Lietuvos didžiojo kunigaikščio Butigeidžio dragūnų batalionas) (Клайпеда)
    - Механизиран пехотен батальон „Велик литовски княз Кенщутис“ (Lietuvos didžiojo kunigaikščio Kęstučio mechanizuotasis pėstininkų batalionas) (Таураге)
    - Лекопехотен батальон
    - Логистичен батальон
    - Разузнавателна рота
    - Свързочна рота

  - Инженерен батальон „Йуозас Виткаус“ (Juozo Vitkaus inžinerijos batalionas) (Каунас)
  - Тренировъчен център на сухопътните войски „Йуозас Лукша“ (Sausumos pajėgų Juozo Lukšos mokymo centras) (Рукла)
  - Доброволни сили за национална отбрана (Krašto apsaugos savanorių pajėgos)
    - Щаб (KASP štabas) (Вилнюс)
    - 1-ви Отряд, Военен район Дайнава (KASP Dainavos apygardos 1-oji rinktinė) (Алитус)
    - 2-ри Отряд, Военни райони Даряус и Гиренас (KASP Dariaus ir Girėno apygardos 2-oji rinktinė) (Каунас)
    - 3-ти Отряд, Военен район Жемайтия (KASP Žemaičių apygardos 3-ioji rinktinė) (Клайпеда)
    - 5-и Отряд, Военен район Витис (KASP Vyčio apygardos 5-oji rinktinė) (Паневежис)
    - 6-и Отряд, Военен район Присикелис (KASP Prisikėlimo apygardos 6-oji rinktinė) (Шяуляй)
    - 8-и Отряд, Военен район Диджиой Кова (KASP Didžiosios kovos apygardos 8-oji rinktinė) (Вилнюс)
- Военновъздушни сили на ЛВС (Lietuvos kariuomenės Karinės oro pajėgos)[6]
  - Щаб на военновъздушните сили (Karinės oro pajėgų štabas) (Каунас)
  - Авиационна база (Lietuvos kariuomenės Karinių oro pajėgų Aviacijos bazė) (Шауляй)
  - Противовъздушен батальон (Lietuvos kariuomenės Karinių oro pajėgų Oro gynybos batalionas) (Радвилишкис)
  - Служба за наблюдение и контрол на въздушното пространство (Lietuvos kariuomenės Karinių oro pajėgų Oro erdvės stebėjimo ir kontrolės valdyba) (Каунас)
  - Ремонтно депо на въоръжение и техника (Lietuvos kariuomenės Karinių oro pajėgų Ginkluotės ir technikos remonto depas) (Шауляй)
- Военноморски сили на ЛВС (Lietuvos kariuomenės Karinės jūrų pajėgos)[7]
  - Щаб на военноморските сили (Karinės oro pajėgų štabas) (Клайпеда)
  - Флотилия бойни кораби (Lietuvos kariuomenės Karinių jūrų pajėgų karo laivų flotilė) (Клайпеда)
    - Дивизион противоминни кораби (Priešmininių laivų divizionas)
    - Дивизион патрулни кораби (Patrulinių laivų divizionas)
    - Дивизион спомогателни кораби (Pagalbinių laivų divizionas)

  - Отряд за подводни действия (Lietuvos kariuomenės Karinių jūrų pajėgų povandeninių veiksmų komanda) (Клайпеда)
  - Служба за морско и брегово наблюдение (Lietuvos kariuomenės Karinių jūrų pajėgų jūros ir pakrančių stebėjimo tarnyba)
  - Логистична служба (Lietuvos kariuomenės Karinių jūrų pajėgų logistikos tarnyba)
  - Военноморски тренировъчен център (Lietuvos kariuomenės Karinių jūrų pajėgų mokymo centras)
  - Морски спасителен координационен център (Lietuvos kariuomenės Karinių jūrų pajėgų jūrų gelbėjimo koordinavimo centras)
- Сили за специални операции на ЛВС (Lietuvos kariuomenės Specialiųjų operacijų pajėgos)
  - Команден елемент за специални операции (Specialiųjų operacijų grandis) (Вилнюс)
  - Служба със специално назначение (Ypatingosios paskirties tarnyba) (Вилнюс)
  - Егерски батальон „Витаутас Велики“ (Vytauto Didžiojo jėgerių batalionas) (Каунас)
  - Служба бойни плувци на ССО (Specialiųjų operacijų pajėgų Kovinių narų tarnyba) (Клайпеда).
- Логистично командване на ЛВС (Lietuvos kariuomenės Logistikos valdyba)
  - Командване (Вилнюс)
  - Военен център за контрол на движението на ЛВС (Lietuvos kariuomenės Judėjimo kontrolės centras) (Вилнюс)
  - Служба на логистичния персонал на ЛВС (Lietuvos kariuomenės Logistikos valdybos Įgulų aptarnavimo tarnyba) (Рукла)
  - Военен картографски център на ЛВС (Lietuvos kariuomenės Karo kartografijos centras) (Домейкава)
  - Военномедицинска служба „Д-р Йонас Басанавичяус“ (Dr. Jono Basanavičiaus karo medicinos tarnyba) (Вилнюс)
  - Батальон за обща логистична поддръжка „Велик литовски княз Витенис“ (Lietuvos Didžiojo kunigaikščio Vytenio bendrosios paramos logistikos batalionas) (Мариамполе)
  - Департамент материални ресурси на ЛВС (Lietuvos kariuomenės Materialinių resursų departamentas) (Вилнюс)
  - Складова служба на ЛВС (Lietuvos kariuomenės Depų tarnyba) (Вилнюс)
- Командване за тренировки и доктрина на ЛВС (Lietuvos kariuomenės Mokymo ir doktrinų valdyba)
  - Командване (Вилнюс)
  - Армейска школа „Дивизионен генерал Стасис Ращикис“ (Divizijos generolo Stasio Raštikio Lietuvos kariuomenės mokykla) (Каунас)
  - Учебен полк „Велик литовски хетман Януш Радзвил“ (Didžiojo Lietuvos etmono Jonušo Radvilos mokomasis pulkas) (Рукла)
  - Център за бойна подготовка „Генерал Адолфас Раманаускас“ (Generolo Adolfo Ramanausko kovinio rengimo centras) (Неменчине)

## Командвания

### Сухопътни войски
От отделянето си от Съветския съюз дълго време сухопътните войски на Литва са съставени от една-единствена бригада – „Железен вълк“. Тъй като Съветската армия взема цялото си въоръжение и оборудване при изтеглянето си от балтийските страни от формирането си съвременните литовски СВ страдат от остър недостиг на оръжейни системи и техника. Тъй като от възстановяването на суверенитета на страната е взет твърд про-европейски политически курс, Съединените щати, Полша, Германия, Финландия и скандинавските държави оказват военна помощ, основно дарявайки стари образци въоръжение и превозни средства. Така постепенно се преодолява липсата на техника, но остава належащ проблемът с морално остарелите образци, които попълват състава. От началото на XXI век икономическият растеж и повишените приходи в бюджета позволяват Литва да започне да прави скромни покупки на съвременни оръжейни и логистични системи. Този процес получава сериозен тласък покрай нарасналото напрежение между Северноатлантическия алианс и Русия и за пръв път през 2015 г. страната прави поръчка (сравнително голяма за нейните мащаби) за германско-нидерландски тежки колесни бойни машини GTK Boxer. На дневен ред е решението за закупуване на модерни артилерийски системи, както и танкове, с които армията не разполага. Насищането на сухопътните войски с авто- и бронирана техника позволява съответно развръщането на моторизираната бригада „Железен вълк“, трансформирането ѝ в механизирана бригада, а от 1 януари 2016 г. добавянето към нея и на новосформираната моторизирана бригада „Жемайтия“. През 2016 г. и 2017 г. предстои окомплектоването на двете бригади с пълния комплект бойни подразделения, подразделения за бойна и тилова поддръжка. С включването на Доброволните сили за национална отбрана като резервен компонент на армията, сухопътните войски разполагат с три бригади. Персоналът на граничната полиция не е официално част от отбранителната система, но би помогнал на армията, в случай на нахлуване.

### Военновъздушни сили
Военновъздушните сили са авиационният компонент на Литовските въоръжени сили. Тъй като не разполагат с бойни самолети основният обем от тяхната работа е свързан с въздушен транспорт и въздушно търсене и спасяване. Трите балтийски републики са включени в натовската операция за наблюдение и охрана на въздушното им пространство от изтребители на други страни членки на Съюза, които са базирани в литовската авиобаза Шауляй. Военновъздушните сили също страдат от недостиг на техника още от формирането си и Литва предприема мерки за придобиването ѝ от други страни от бившия Съветски съюз и от цивилни източници (като авиоклубове). Така придобитата техника е с ниски тактико-технически характеристики и включва основно реактивни (L-39C/ZA) и витлови (Як-52) учебни самолети, леки транспортни турбовитлови (L-410UVP) и бутални (Ан-2) самолети, както и газотурбинни вертолети Ми-2 и Ми-8. Поддръжката на тази стара и амортизирана техника става все по-трудно и скъпо за младата въздушна армия и голяма част от този авиопарк е изведена от експлоатация с малки бройки за замяната ѝ. Закупени са по три бройки модерни военнотранспортни самолети Alenia C-27J Spartan, спасителни вертолети Eurocopter AS365N3+ и цивилни учебни бутални вертолети Robinson R22. Противовъздушният батальон е въоръжен с шведски ПЗРК RBS-70, 40-mm автоматични зенитни оръдия Bofors L/70 и радари Ericsson Giraffe.

### Военноморски сили
Също както сухопътните войски и военновъздушните сили, и военноморските сили на Литва страдат още от формирането си от недостиг на кораби. Формирани са през 1990 г. само с няколко малки катера. Първите по-сериозни кораби пристигат на 29 октомври 1992 г. в лицето на два МПК проект 1124 (малък противолодъчен кораб или ПЛО корвета). Тогава при подялбата на Балтийския флот с оглед на разпада на Съветския съюз Литва получава МПК-44 (бивш „Комсомолец Латвии“) и МПК-108. Литовските ВМС ги класифицират като фрегати и ги наричат F-11 „Жемайтис“ (Žemaitis) и F-12 „Аукщайтис“ (Aukštaitis). Изведени са от състава на флота в края съответно на 2008 г. и 2009 г. Впоследствие ВМС на Литва са попоълнени до днешния си състав основно с кораби втора ръка от Дания, Норвегия и Германия. Това са предимно малки патрулни кораби – катери и миночистачи.

### Сили за специални операции
Следвайки тенденцията в НАТО силите за специални операции да бъдат обособени на директно оперативно подчинение на генералните щабове, Литва извежда своите от състава на сухопътните войски и ги реформира в отделно командване. Техният размер съответсва на малката численост на въоръжените сили на Литва като цяло и функциите, които изпълняват са традиционните за такъв тип подразделения – специално разузнаване, директни действия и неконвенционални действия в подкрепа на основните видове въоръжени сили. Основно включват команден елемент за специални операции, Службата със специално назначение (най-елитното подразделение в състава на ЛВС), Подводната бойна служба (натоварена със специални действия на вода и съставена от бойни плувци) и Егерския батальон „Витаутас Велики“, който осигурява огнева и оперативна поддръжка на двете служби. Специалните сили са добре въоръжени и оборудвани и редовно участват в задгранични мисии.

## Международно сътрудничество
Литва е малка страна, както по своята територия и население, така и по размерите на своята икономика. Това налага сериозни ограничения на изграждането на нейните въоръжени сили и кооперацията на международно ниво е от особено значение за гарантирането на нейната сигурност. Това международно сътрудничество е организирано на три основни нива. Преди всичко Литва си сътрудничи най-тясно с другите две прибалтийски републики – Латвия и Естония. Те са изправени пред сходни проблеми във връзка със своята сигурност и освен това споделят ако не идентично, то доста сходно историческо развитие. Средното ниво на международното военно сътрудничество е регионално и включва съвместната работа със страните от Балтийския регион – скандинавските Швеция, Дания и Норвегия, северната държава Финландия, както и Полша и Германия. На политико-стратегическо ниво сътрудничеството се обославя с членството на Литва в Организацията на Североатлантическия договор (НАТО).

### Сътрудничество на ВВС
Може би най-важният аспект от международното военно сътрудничество е мисията по „Балтийски еър полисинг“ (Baltic Air Policing). Тъй като трите прибалтийски страни не разполагат със собствени изтребители, които да осъществяват мирновременното въздушно патрулране, визуално оповестяване и ескортиране на въздушни цели, тези функции са поети от военновъздушни контингенти от други страни-членки на организацията. Типично срокът на мисията на отделните контингенти е три месеца и те включват по 4 изтребителя, оперативен, летателен и технически персонал, базиран в литовската авиобаза Шяулйей, военната зона на международното летище Зокнйей. При изостране на оперативната обстановка едновременно операцията по балтийски еър полисинг може да бъде осъществявана от до четири контингента по четири изтребителя, базирани освен в авиобаза Шяулией, Литва, така и в авиобаза Аамари, Естония и авиобаза Малброк, Полша. Оперативен контрол на изтребителите се осъществява от оперативните командни центрове на Военните радиолокационни системи на трите прибалтийски републики са обединени в единната система BaltNet (Baltic Air Surveillance Network), която прави възможно организирането на мисията по Балтийски еър полисинг. Мисията се командва от Регионалния център за наблюдение и координация на въздушните пространства (Regional Air Spaces Surveillance Co-ordination Centre (RASSCC)) в литовския град Каунас.

### Сътрудничество на СВ
Механизираната пехотна бригада „Железен вълк“ (Mechanizuotoji pėstininkų brigada „Geležinis Vilkas“) е най-боеготовото съединение на сухопътните войски и като такова осъществява основната част от международното сътрудничество на Литва по линия на бойната подготовка по суша и поетите задължения на страната по политиката на международна сигурност.
- Литовско–полско–украинска бригада (LITPOLUKRBRIG, на литовски: Lietuvos-Lenkijos-Ukrainos brigada) – бригадата е формирана по линия на сътрудничеството между НАТО и Украйна. Щабът е разположен в полския град Люблин, а при задействането ѝ в операции литовският контингент се осигурява от бригадата „Железен вълк“
- Балтийски батальон (BALTBAT) – батальон, формиран от роти от трите балтийски републики за участие в мисии на НАТО. Щабът на батальона е разположен край Рига, Латвия. При задействане в мисия към него на ротационен принцип се прикрепят роти от сухопътните войски на страните-участнички.
- Многонационален корпус Североизток (Multinational Corps Northeast) – това е многонационален корпус на НАТО, включващ основно сухопътни контингенти от три натовски държави – полска, германска и датска дивизия. Няма постоянно прикрепени литовски подразделения, но литовски военни служат в щаба на корпуса в Старгард Шчечински в Полша и бригадата „Железен вълк“ може да бъде прикрепена оперативно към него.

### Сътрудничество на ВМС
Сътрудничеството се състои основно във формираната
- Балтийска военноморска ескадра (Baltic Naval Squadron (BALTRON)) – щабът ѝ е разположен в Талин, Естония. Включва по един-два миночистача от всяка прибалтийска страна и част сапьори-водолази.

### Военнообразователно сътрудничество
Освен обмяната на кадри и на курсанти между трите прибалтийски републики, те поддържат заедно и
- Балтийския отбранителен колеж (Baltic Defence College (BALTDEFCOL)) – разположен в Тарту, Естония, той подготвя както военни офицери, така и цивилни лица за политиката на отбрана, а също така и чуждестранни слушатели от страни членки и кандидатки за членство в НАТО.